# Muerte de Gloria Ramírez
Gloria Cecilia Ramírez (Riverside, California; 11 de enero de 1963-19 de febrero de 1994) fue una mujer estadounidense apodada como «la dama tóxica» (en inglés: The Toxic Lady; pronunciación en inglés: /ðə ˈtɑksɪk ˈleɪdi/) por los medios de comunicación cuando varios trabajadores del Hospital General de Riverside se enfermaron después de la exposición a su cuerpo y su sangre. Su caso fue la base para una escena en un episodio de la serie de televisión estadounidense The X-Files, un episodio de la serie de televisión estadounidense Grey's Anatomy, un segmento de un programa en Discovery Communications y en el canal Investigation Discovery llamado The New Detectives, un episodio de la tercera temporada de Weird or What?, el segmento "Stink Bomb" del filme de animación Memories y un episodio de Law & Order. Gloria tenía dos hijos y era ama de casa. Era de origen mexicano y voluntaria en una escuela primaria.

## Visita a la sala de emergencia
Sobre las 20:15 horas del 19 de febrero de 1994, Ramírez, que sufría de los efectos del cáncer de cuello uterino avanzado, fue llevada a la sala de urgencias del Hospital General de Riverside por los paramédicos. Ella estaba muy confundida, y sufrió de taquicardia y respiración de Cheyne-Stokes.
El personal médico le inyectó diazepam, midazolam y lorazepam para sedarla. Cuando se hizo evidente que Ramírez estaba respondiendo bien al tratamiento, el personal intentó desfibrilar el corazón; en ese momento varias personas vieron un brillo aceitoso que cubrió el cuerpo de Ramírez, y algunos notaron un olor intenso, similar al ajo, que ellos pensaban que venía de la boca. Una enfermera registrada llamada Susan Kane trató de extraer la sangre del brazo de Ramírez, y notó un olor parecido al amoníaco proveniente del tubo.
Pasó la jeringa a Julie Gorchynski, una médico residente que se percató de las partículas de color manila que flotaban en la sangre. En este punto, Kane se desmayó y fue retirada de la habitación. Poco después, Gorchynski comenzó a sentir náuseas. Quejándose de que estaba mareada, salió de la sala de trauma y se sentó en el escritorio de una enfermera. Un miembro del personal le preguntó si estaba bien, pero antes de que pudiera responder ella también se desmayó. Maureen Welch, una terapeuta respiratoria que estaba ayudando en la sala de trauma fue la tercera en desmayarse. Luego, el personal recibió la orden de evacuar a todos los pacientes de la sala de emergencia al estacionamiento afuera del hospital. Un reducido equipo se quedó atrás para estabilizar a Ramírez. A las 8:50 de la noche, después de 45 minutos de RCP y desfibrilación, Ramírez falleció por insuficiencia renal relacionada con su cáncer.

## Investigación
El departamento de salud del condado llamado el Departamento de Salud y Servicios Humanos de California, puso dos científicas sobre el caso, las doctoras Ana María Osorio y Kirsten Waller. Entrevistaron a 34 miembros del personal del hospital que habían estado trabajando en la sala de emergencia el 19 de febrero. Se dio uso de un cuestionario estandarizado, y Osorio y Waller encontraron que las personas que habían desarrollado síntomas severos, como pérdida de conciencia, falta de aliento, y los espasmos musculares tendían a tener ciertas cosas en común. Las personas que habían trabajado en los dos pies de Ramírez y habían manipulado sus líneas intravenosas habían estado en alto riesgo. Pero hay otros factores que se correlacionaron con síntomas graves que no parecen coincidir con un escenario en el que los gases habían sido liberados: la encuesta encontró que los afectados tienden a ser las mujeres más que los hombres, y todos ellos tenían pruebas sanguíneas normales después de la exposición.

## Hipótesis

### Posible función de sulfóxido de dimetilo
Gorchynski negó que hubiera sido afectada por la histeria colectiva, y señaló a su propio historial médico como prueba. Después de la exposición pasó dos semanas en la unidad de cuidados intensivos con problemas respiratorios y desarrolló hepatitis y necrosis vascular en las rodillas. Deseosa de limpiar su nombre y ganar su demanda contra el hospital, ella y RN Susan Kane contactaron con el Laboratorio Nacional Lawrence Livermore.
El Laboratorio Livermore postuló que Ramírez había estado utilizando dimetilsulfóxido (DMSO), un disolvente, como un remedio casero para aliviar el dolor. Los consumidores de este sustancia informan que tiene un sabor a ajo. Los científicos de Livermore teorizaron que el DMSO en el sistema de Ramírez podría haberse acumulado, debido a la obstrucción urinaria. El oxígeno administrado por los paramédicos se habría unido al DMSO para formar dimetilsulfona (DMSO2), que se sabe que se llega a cristalizar a temperatura ambiente, si bien, no se observaron cristales en algunas de las muestras de sangre extraídas de Ramírez. Las descargas eléctricas administradas durante la desfibrilación de emergencia podrían entonces haber convertido la DMSO2 en sulfato de dimetilo (DMSO4), un potente gas tóxico, cuya exposición podría haber causado los síntomas reportados del personal de la sala de emergencia.

### Conclusión final y entierro
Dos meses después de que Ramírez muriera, su cuerpo en estado de descomposición fue tomado para una autopsia independiente y un entierro. La oficina del forense del Riverside aclamó la conclusión DMSO de Livermore como la causa probable de los síntomas de los trabajadores del hospital, mientras que su familia no estaba de acuerdo. El patólogo de la familia Ramírez no pudo determinar la causa de la muerte, porque su corazón se había perdido, sus otros órganos fueron contaminados con materia fecal, y su cuerpo estaba demasiado descompuesto. Diez semanas después de su muerte, Ramírez fue enterrada en una tumba sin nombre en Olivewood Memorial Park en Riverside.

### Situación de análisis técnico forense
La posible explicación química de este incidente por Patrick M. Grant, del Centro de Ciencias Forenses de Livermore está empezando a aparecer en los libros de texto de ciencias básicas forense. En Houck y libros de texto de Siegel, los autores opinan que, aunque existen algunas debilidades, el escenario postulado es «la explicación más científica hasta la fecha», y que «más allá de esta teoría, ninguna explicación creíble jamás se ha ofrecido para el extraño caso de Gloria Ramirez».
Todo lo que Grant nunca especuló o concluyó sobre este incidente fue evaluado por profesionales científicos forenses, químicos y toxicólogos, pasó la revisión por pares en una universidad acreditada, refirió una revista, y fue publicado por Forensic Science International. El primer documento era técnicamente muy detallado y, de hecho, dio dos mecanismos de reacción química potenciales que posiblemente se hayan podido formar el sulfato de dimetilo a partir de dimetilsulfóxido y precursores dimetilsulfona. La segunda comunicación dio un apoyo suplementario para el escenario químico postulado, así como una idea de algunos de la sociología y los intereses creados inherentes al caso.
Una de las cartas propuso la producción de gas de cloramina tóxica debido a la orina de mezcla con lejía en un fregadero cercano. Esta hipótesis, que anteriormente propuso a los investigadores y al personal médico involucrado en el incidente, al parecer, nunca fue considerado por todos los involucrados. Los efectos nocivos de este gas se documentan en el New England Journal of Medicine. En realidad, Grant se dirigió a este escenario de cloramina en Ref. 8, y no se acercan a montar el incidente ER.